# Storthoptera tripuncta
Storthoptera tripuncta là một loài bướm đêm trong họ Noctuidae.